# Pomsta 47 róninů

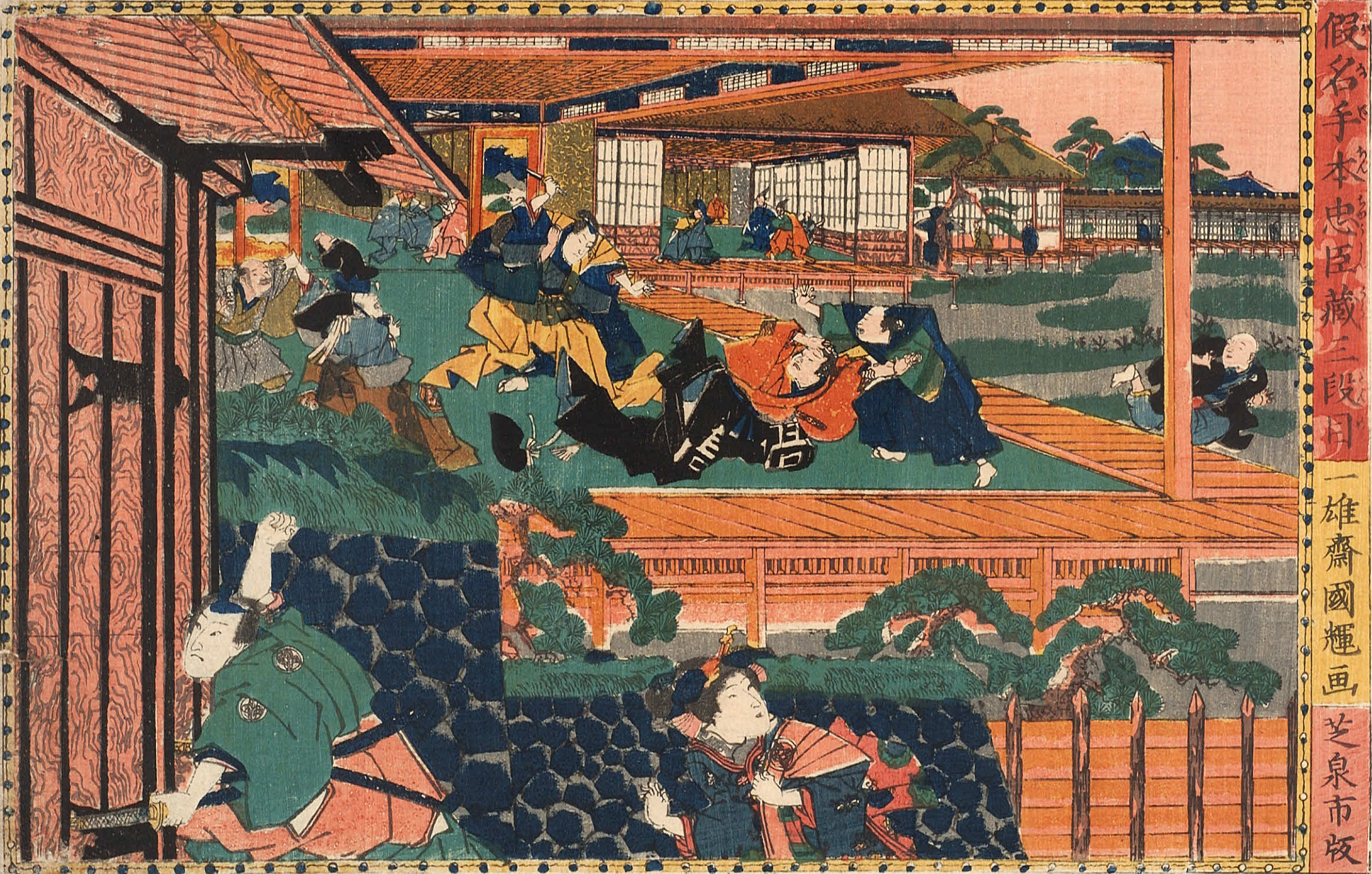
Deskotisk zobrazující útok Naganoriho Asana na Jošinaku Kiru ve Velké borové chodbě hradu Edo

Pomsta 47 róninů (japonsky 四十七士, Šidžúšičiši),  známá rovněž jako incident Akó (赤穂事件, Akó džiken) nebo vendeta Akó, je historická událost, jež se odehrála v 18. století v Japonsku a která se stala japonskou národní legendou. Tehdy pomstila skupina róninů neboli samurajů bez pána smrt svého feudálního vládce. Jedná se o jeden ze tří hlavních incidentů krevní msty (adauči) v Japonsku (spolu s pomstou bratrů Sogových a pomstou ve městě Iga).
Legenda vypráví o skupině samurajů, kteří zůstali bez vůdce, poté co byl jejich daimjó neboli feudální pán Naganori Asano nucen provést rituální sebevraždu seppuku za napadení mocného dvorního úředníka Jošinaky Kiry. Po ročním čekání a plánování akce pomstili róninové čest svého pána zabitím Kiry. Poté byli nuceni sami vykonat seppuku za zločin vraždy. Tato událost se v japonské kultuře stala symbolem loajality, oběti, vytrvalosti a cti, jež by lidé měli projevovat ve svém každodenním životě. Její popularita rychle rostla zejména během období Meidži, kdy Japonsko prošlo rychlou modernizací a legenda se stala námětem pojednání o národním dědictví a identitě.
Tento příběh je v Japonsku dodnes oblíbený a každý rok se 14. prosince koná v chrámu Sengakudži v Tokiu, kde jsou pohřbeni Naganori Asano a jeho 47 věrných róninů, slavnost na připomínku oné události.

## Zrod tragédie
V roce 1701, za vlády pátého tokugawského šóguna Cunajošiho Tokugawy, bylo dvěma daimjóům, Naganorimu Asanovi, mladému vládci knížectví Akó (malé léno v západní části ostrova Honšú) a Korečikovi Kameimu z panství Cuwano (v bývalé provincii Iwami), nařízeno, aby připravili vhodné přijetí zmocněnců císaře Higašijamy na hradě Edo během jejich pobytu v šógunově sídle. O nezbytné dvorské etiketě, jež s tím byla spjata, měl Asana a Kameiho poučit Jošinaka Kira, mocný úředník v hierarchii šógunátu. Údajně se na ně rozhněval, protože mu buď nenabídli dostatečně bohaté dary, jež mu podle tradice za takovou službu náležely, nebo že mu nenabídli úplatky, jak si přál. Podle jiných zdrojů se prý Kira choval hrubě a arogantně a jeho zkorumpovanost urážela Asana, konfuciána přísných mravů. Podle některých zpráv se také zdá, že Asano, který zřejmě nebyl obeznámen se složitostmi vztahů u šógunátního dvora, neprokázal Kirovi náležitou úctu. Ať už s nimi Jošinaka Kira zacházel špatně, urážel je, nebo je nedostatečně připravil na plnění konkrétních vládních povinností, panovalo mezi nimi značné napětí.
Asano to zpočátku nesl stoicky, zatímco Kamei se rozzuřil a hodlal Kiru za jeho urážlivé jednání zabít. Jeho poradcům se však podařilo pomocí velkého úplatku odvrátit katastrofu, jež hrozila jejich pánovi a celému klanu, neboť kdyby Kamei zabil Kiru, byli by všichni potrestáni. Kira se pak začal ke Kameimu chovat hezky, což Korečiku Kameiho uklidnilo. Vůči Naganorimu Asanovi se však Kira údajně i nadále choval hrubě, neboť jej hněvalo, že se nezachoval jako jeho společník. Nakonec Kira nazval Asana venkovským chrapounem bez mravů, načež se už Naganori Asano nedokázal krotit. Ve Velké borové chodbě hradu (japonsky Macu no Óróka, 松之大廊下) tasil 21. dubna 1701 svůj krátký meč wakizaši a zranil Jošinaku Kiru prvním úderem do obličeje. Druhým úderem však minul a zasáhl sloup. Stráže je pak od sebe rychle oddělily.
Kirovo zranění nebylo vážné, ale útok na šógunátního úředníka přímo v šógunově sídle byl považován za závažný zločin. Na hradě Edo bylo zcela zakázáno jakékoli násilí, dokonce i pouhé obnažení katany. Naganori Asano vytasil v hradní chodbě z pochvy svůj krátký meč a zaútočil s ním. Za tento zločin mu šógun Cunajoši Tokugawa nařídil, aby se potrestal provedením rituální sebevraždy. Asanův majetek a pozemky měly být po jeho smrti zkonfiskovány a jeho rodina uvržena do hanby. Z jeho pomocníků se měli stát opovrhovaní róninové. Jakmile se Asanův hlavní rádce Jošio Óiši dozvěděl o šógunově rozhodnutí, ujal se velení a nařídil odvézt Asanovu rodinu do bezpečí. Teprve pak vyhověl příkazům šógunátní správy (bakufu) a vydal hrad Akó vládním zmocněncům.

## Příprava odvety
Z více než 300 Asanových mužů jich 47, zejména jejich vůdce Óiši, odmítlo nechat na svém pánovi nepomstěnou křivdu, přestože jakákoli pomsta byla v tomto případě zakázána. Tajně se spolčili a složili přísahu, že svého pána Naganoriho Asana pomstí zabitím Jošinaky Kiry, i když věděli, že za to budou přísně potrestáni.
Kira však byl dobře střežen a žil v opevněném sídle, což mělo zabránit právě takové události. Róninům bylo jasné, že od sebe budou muset odvrátit jakékoli podezření, a to nejen Kirovo, ale i dalších vládních úředníků. Proto se rozptýlili a stali se obchodníky a mnichy.
Óiši se usadil v Kjótu a začal navštěvovat nevěstince a taverny, jako by mu nebylo nic vzdálenějšího než pomsta. Kira však byl stále podezřívavý, a proto vyslal špehy, kteří měli za úkol sledovat Asanovy bývalé samuraje. Jednoho dne, když se Óiši vracel domů opilý, upadl na ulici a usnul. Všichni kolemjdoucí se mu posmívali. Jednoho muže z poloostrova Sacumy takové chování ze strany samuraje – jak nedostatek odvahy pomstít svého pána, tak jeho zhýralé chování – natolik rozzuřilo, že Óišiho začal hanobit a urážet, a dokonce kopat do obličeje, ačkoli jen dotknout se samurajovy tváře byla velká urážka, natož ho udeřit, a plival na něj. Nedlouho poté se Óiši rozvedl s manželkou, s níž žil dvacet let, aby ji ochránil před bezprávím, jež by na její hlavu bezpochyby přivolala pomsta róninů. Poslal ji pryč, aby i s jejich dvěma mladšími dětmi žila u svých rodičů. Svému nejstaršímu synovi Čikarovi dal vybrat, zda zůstane s ním a bude bojovat, nebo odejde. Čikara zvolil první možnost a zůstal s otcem. Poté se Óiši začal chovat ještě podivněji, zcela jinak, než by se čekalo od rozvážného samuraje. Navštěvoval domy gejš, každou noc pil a na veřejnosti se choval nemravně. Jeho muži mu koupili gejšu v naději, že ho uklidní. To všechno však byla lest, aby se Óiši zbavil Kirových špehů.
Kira, kterého jeho zvědové o všem informovali, nabyl přesvědčení, že už uplynula dostatečně dlouhá doba, aby se mohl před Asanovými róniny cítit v bezpečí. Že to musejí být opravdu špatní samurajové, kteří nemají ani po roce a půl dostatek odvahy, aby pomstili svého pána. Domníval se, že jsou neškodní a postrádají potřebné finanční prostředky k provedení jakékoli akce. Proto s určitým váháním uvolnil přísnou ostrahu svého sídla.
Zbytek róninů zavázaných přísahou se nyní shromáždil v Edu. Některým se podařilo získat v rolích dělníků a obchodníků přístup do Kirova sídla. Mohli se tak seznámit s jeho uspořádáním a chodem. Jeden z nich, Kanehide Okano, se dokonce oženil s dcerou stavitele domu, aby se dostal k jeho stavebním plánům. O tom všem dostával Óiši zprávy. Jiní róninové sháněli zbraně a tajně je dopravovali do Eda, což bylo další porušení zákona.

## Útok

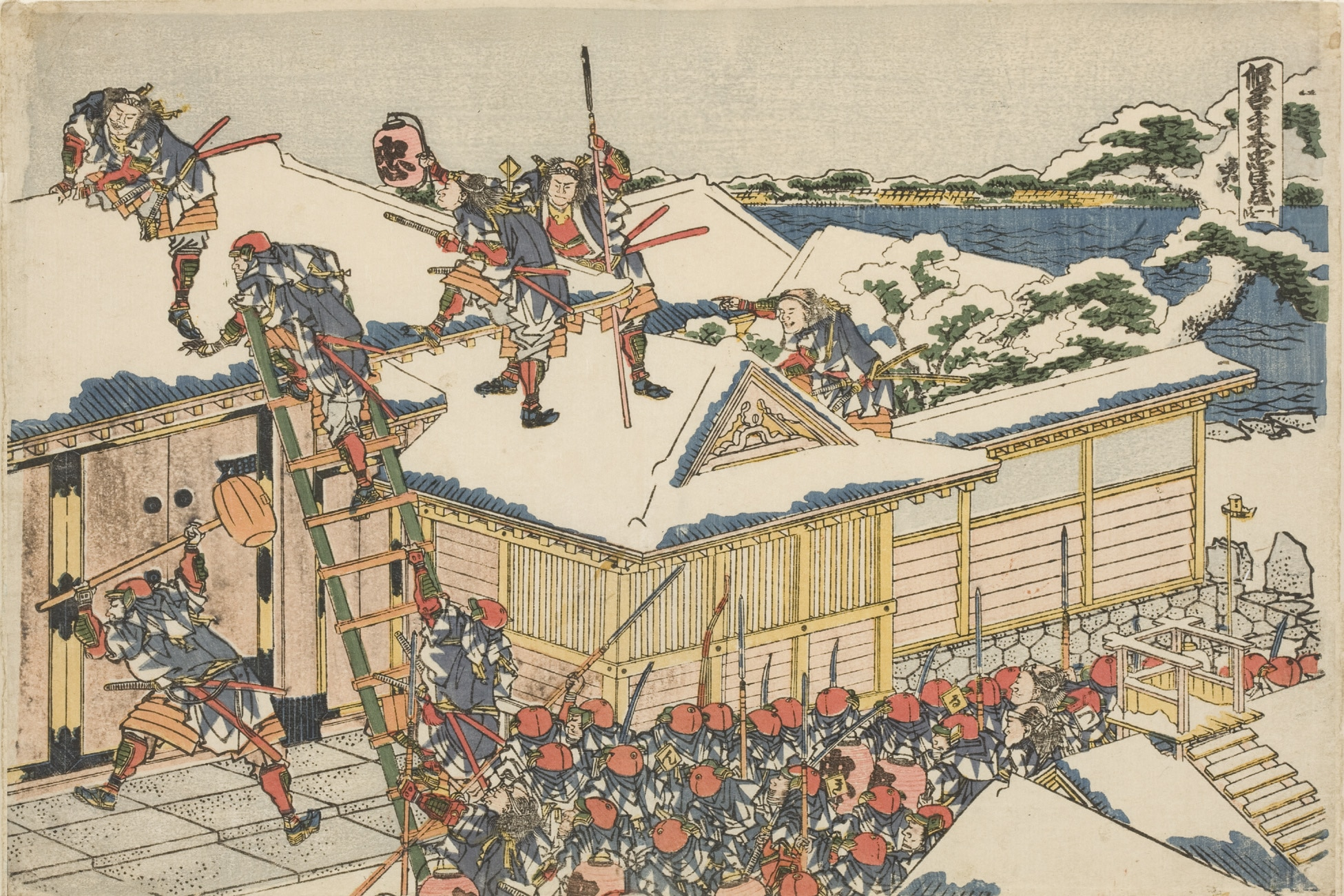
Róninové útočí na hlavní vchod do Kirova sídla.

Trvalo dva roky, než Óiši usoudil, že už je Kirova ostražitost dostatečně otupena.  Vše bylo připraveno. Óiši obelstil Kirovy špehy, kteří jej hlídali, a uprchl z Kjóta. Celá skupina se shromáždila na tajném místě v Edu, aby obnovila svoji přísahu.
Brzy ráno 14. prosince 15. roku období Genroku (1702) zaútočili róninové vyzbrojení meči a luky ve sněhové vánici na Kirovo sídlo v Edu. V souladu s pečlivě vypracovaným plánem se rozdělili do dvou skupin. První, kterou vedl Óiši, připadl úkol zaútočit na přední bránu, druhá, vedená jeho synem Čikarou, měla vniknout do domu zadní bránou. Signálem k současnému útoku obou skupin měly být údery na buben, Kirovu smrt měla signalizovat píšťalka. Jakmile bude Kira mrtvý, hodlali mu podle plánu useknout hlavu a položit ji jako obětinu na hrob svého pána Naganoriho Asana. Sami se pak chtěli vydat šógunovi a přijmout očekávaný rozsudek smrti. Tak to bylo dohodnuto a stvrzeno na závěrečné večeři, na níž je Óiši požádal, aby byli opatrní a ušetřili ženy, děti a další bezmocné lidi.
Óiši přikázal čtyřem róninům, aby přelezli plot, vplížili se do strážnice a svázali ostrahu. Poté vyslal do všech sousedních domů muže s vysvětlením, že nejsou lupiči, ale róninové, kteří chtějí pomstít smrt svého pána, a že nikomu jinému neublíží. Sousedé, kteří Kiru všichni nenáviděli, se uklidnili a nesnažili se róninům bránit v jejich pomstě. Poté Óiši rozmístil lučištníky, jejichž úkolem bylo zabránit, aby kdokoli z domu (jehož obyvatelé dosud spali) utíkal pro pomoc. Nato udeřil do bubnu, čímž zahájil útok. Deset Kirových strážců úspěšně pozdrželo Óišiho skupinu útočící na dům zepředu, ale Čikarově skupině se podařilo vniknout do zadní části domu. Vyděšený Kira se společně se svou ženou a služebnicemi schoval do komory na verandě. Zbylí strážci, kteří spali ve venkovních přístřešcích, se pokoušeli dostat do domu, aby ochránili svého pána. Poté co se Óišiho mužům podařilo zdolat obránce v přední části domu, se obě skupiny vedené otcem a synem spojily a bojovaly s nově dorazivšími obránci. Strážci, kteří si uvědomovali, že prohrávají, se pokusili přivolat o pomoc, ale jejich poslové byli pobiti lučištníky, jejichž úkolem bylo právě takovým snahám zabránit. Po zuřivém boji byli nakonec i poslední Kirovi stoupenci poraženi. Róninové přitom pobili 16 Kirových mužů a 22, včetně jeho vnuka, jich zranili. Kira však, jako by se do země propadl. Róninové prohledali dům, ale našli jen plačící ženy a děti. Začali si zoufat, ale Óiši zjistil, že Kirova postel je ještě teplá, takže bylo zřejmé, že nemůže být daleko.

## Kirova smrt
Obnovené pátrání odhalilo vstup na tajný dvorek skrytý za velkým svitkem. Stála tam malá kůlna na dřevo a dřevěné uhlí, v níž róninové našli a usmrtili dva ukryté ozbrojené strážce. Při další prohlídce objevil jeden z róninů ukrytého muže, který na něj zaútočil dýkou. Snadno jej však odzbrojil. Muž odmítl prozradit svoji totožnost, ale pátrači si byli jisti, že je to Kira, a zapískali na píšťalku. Róninové se shromáždili kolem a Óiši se ve světle lucerny ujistil, že jde skutečně o Kiru – jako poslední důkaz posloužila jizva po Asanově útoku v jeho tváři.
Óiši poklekl a vzhledem ke Kirovu vysokému postavení jej uctivě oslovil. Sdělil mu, že jsou Asanovi róninové a přišli pomstít svého pána, jak se sluší na skutečné samuraje. Poté vyzval Kiru, aby zvolil smrt jako opravdový samuraj a spáchal seppuku. Navrhl mu, že se osobně zhostí úlohy kaišakunina (asistenta, který přesekne krční páteř osobě, která vykoná seppuku, aby byla ušetřena nedůstojnosti dlouhého umírání), a nabídl mu stejnou dýku tantó, kterou k sebevraždě použil Asano.  Avšak bez ohledu na to, jak naléhavě s ním hovořili, Kira se jen beze slova krčil a třásl se strachy. Nakonec, když Óiši viděl, že je zbytečné navrhovat mu čestné řešení, nařídil druhému róninovi, aby ho přidržel, a uťal mu dýkou hlavu. Poté róninové uhasili všechny lampy a ohně v domě, aby nedošlo k nechtěnému požáru, který by mohl ublížit sousedům, a opustili Kirovo sídlo. Jeho hlavu odnesli s sebou. Mladý rónin Nobujuki Terasaka byl poté vyslán do Akó, aby tam oznámil, že pomsta byla vykonána.

## Dozvuky

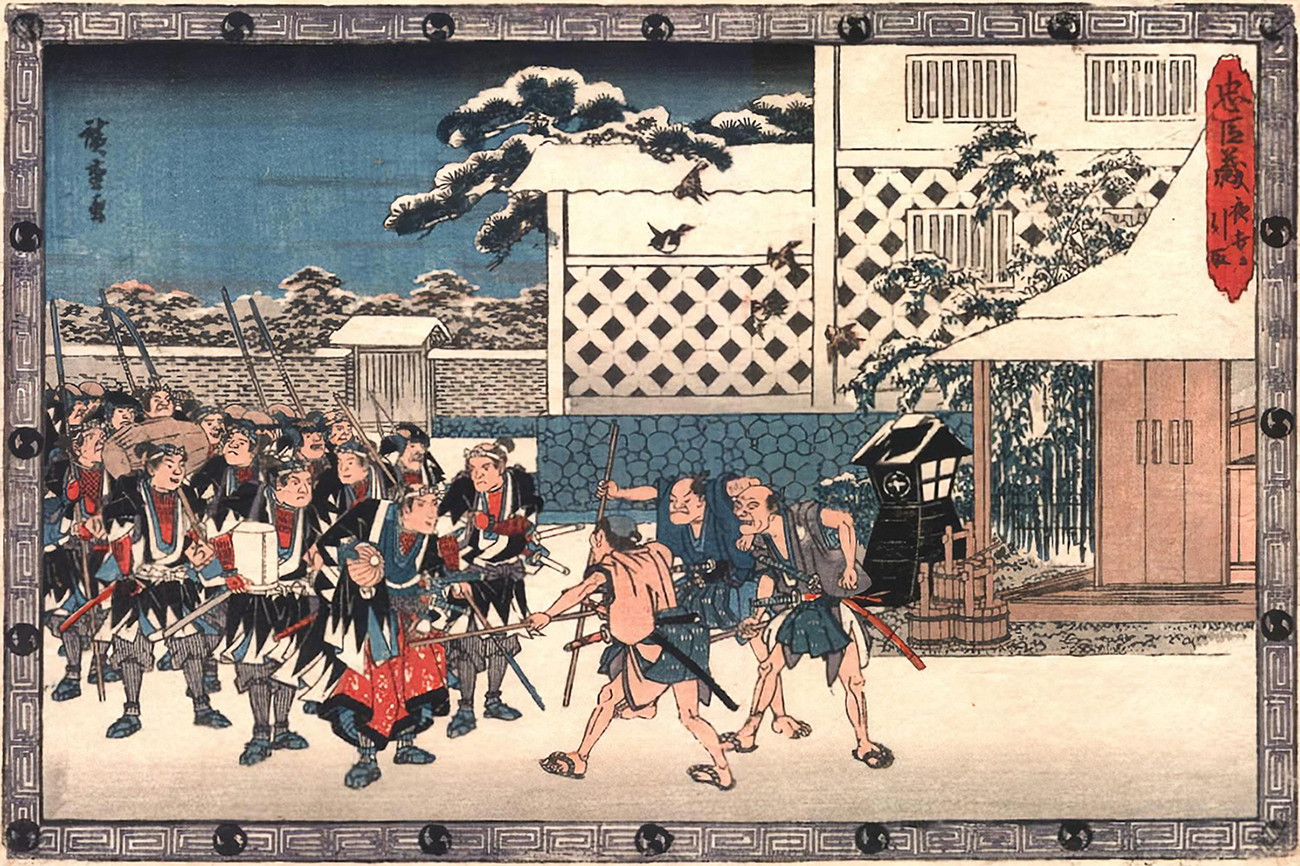
Cestou do chrámu Sengakudži lidé róniny zastavovali a zvali k odpočinku a občerstvení.

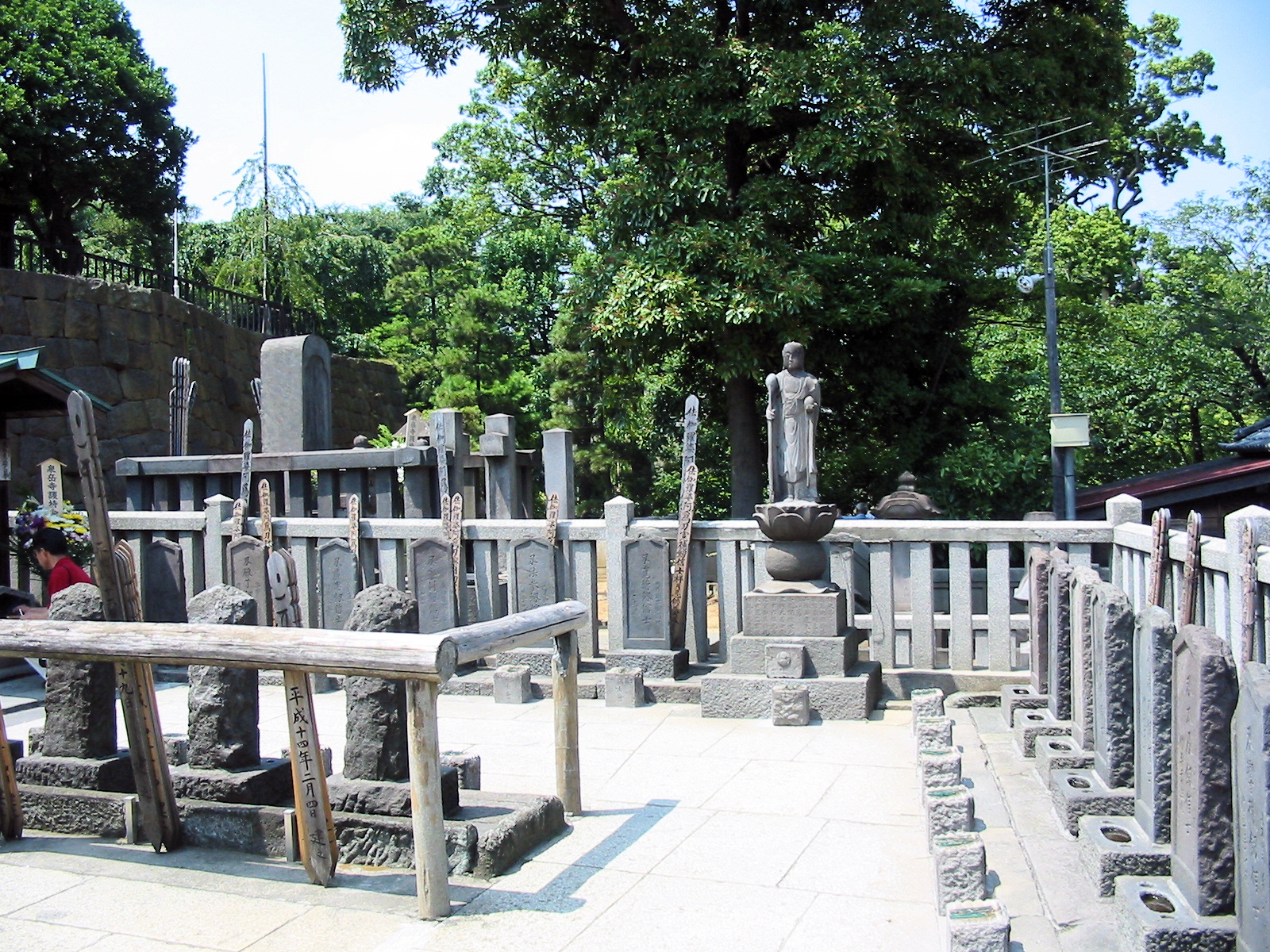
Hroby čtyřiceti sedmi róninů v Sengakudži

Jelikož začínalo svítat, spěchali s Kirovou hlavou z jeho sídla k hrobu svého pána v chrámu Sengakudži v dnešní tokijské čtvrti Minato. Museli přitom městem ujít asi deset kilometrů, což cestou působilo značný rozruch. Zpráva o pomstě se totiž rychle rozšířila a všichni, koho cestou potkali, je chválili a nabízeli jim občerstvení. Poté co dorazili do chrámu, všech 46 róninů (všichni kromě Nobujukiho Terasaky) omylo a očistilo Kirovu hlavu v nádrži s vodou, načež ji spolu s osudnou dýkou položili před Asanův hrob. Pak se v chrámu pomodlili, dali jeho opatovi veškeré peníze, které jim zbyly, a požádali ho, aby je slušně pohřbil a věnoval jim modlitby. Nyní byli připraveni se vydat úředníkům šógunátní správy. Róninové byli rozděleni do čtyř skupin svěřených pod dohled čtyř různých daimjóů. Během této doby přišli do chrámu Sengakudži dva Kirovi přátelé vyzvednout jeho hlavu k pohřbu. V chrámu stále uchovávají původní stvrzenku na Kirovu hlavu podepsanou těmito přáteli a kněžími, kteří s nimi jednali.
Úředníci šógunátu v Edu byli v rozpacích. Tím, že pomstili smrt svého pána, sice samurajové dostáli principům morálního kodexu bušidó, současně se však vzepřeli autoritě šógunátu, když provedli akt pomsty, což bylo přísně zakázáno. Šógun Tokugawa navíc obdržel řadu žádostí o milost ve prospěch róninů od lidí, kteří je za jejich věrnost a oddanost obdivovali. Jak se dalo očekávat, odsoudil šógun róniny za Kirovu vraždu k smrti, ale obtížnou situaci nakonec vyřešil tím, že jim nařídil provést čestnou rituální sebevraždu, místo aby je nechal popravit jako zločince. Všichni róninové rituálně ukončili svůj život provedením seppuku. Nejmladšímu z nich Čikarovi Óišimu bylo v den útoku jen 15 let a v den, kdy vykonal seppuku, pouhých 16 let.
Všech 46 róninů provedlo sebevraždu 20. března 1703 (4. dne 2. měsíce 16. roku období Genroku). Tento údaj od té doby způsobil poměrně dost zmatků, protože někteří lidé poukazovali na to, že seppuku vykonalo 46 róninů odsouzených šógunem, zatímco na Kirovo sídlo jich zaútočilo 47. Čtyřicátý sedmý rónin, jímž byl Nobujuki Terasaka vyslaný Óišim do Akó, se nakonec ze své mise vrátil a šógun mu udělil milost. Dožil se věku 87 let a zemřel kolem roku 1747, načež byl pohřben vedle svých druhů v Sengakudži. Róninové, kteří vykonali seppuku, byli následně pohřbeni na pozemku chrámu Sengakudži před hrobem svého pána. Jejich oděv a zbraně v chrámu dodnes uchovávají spolu s bubnem a píšťalkou. Měli podomácku vyrobenou zbroj, protože nechtěli vzbudit podezření tím, že by si nějakou kupovali. Vedle nich tam byl rovněž pohřben onen muž ze Sacumy, který se vysmíval Óišimu a plival na něj, když ležel opilý na ulici. Přišel k Óišiho hrobu a prosil jej za odpuštění za své jednání a za to, že si myslel, že Óiši není pravý samuraj. Poté spáchal sebevraždu a byl pohřben vedle Óišiho.
Hroby v Sengakudži se staly místem velkého uctívání, kam od té doby přicházejí davy návštěvníků, aby se u nich pomodlili. Během let, jež uplynuly od konce období Genroku, navštívilo hroby v chrámu ohromné množství lidí.

## Obnovení panství rodu Asanů
Přestože je pomsta 47 róninů často vnímána jako akt věrnosti a oddanosti, měla i další cíl, a sice obnovit panství rodu Asanů a najít místo, kde by mohli sloužit jejich samurajští kolegové. Stovky samurajů, kteří sloužili Naganorimu Asanovi, zůstaly totiž bez práce a mnozí z nich nebyli s to si najít zaměstnání, protože sloužili v zneuctěné rodině. Celá řada jich žila jako zemědělci nebo vykonávali jednoduché řemeslné práce, aby se uživili. Pomsta, kterou vykonalo 47 nejstatečnějších z nich, očistila jejich jména a umožnila mnoha nezaměstnaným samurajům najít opět odpovídající práci. 
Asanovu mladšímu bratrovi Nagahirovi šógun Cunajoši Tokugawa dovolil obnovit rodové panství, nicméně jeho rozloha byla značně zmenšena.

## Róninové

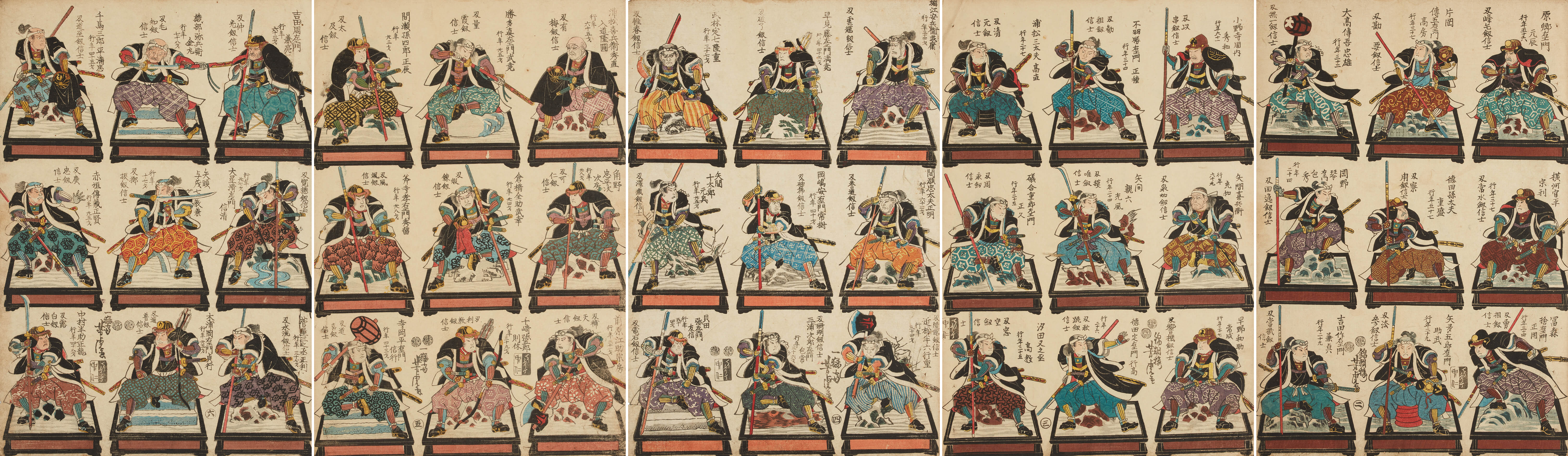
Portréty 47 róninů od Jošitory Utagawy

Níže jsou uvedena jména 47 róninů v českém přepisu. 
1. Jošio Óiši
2. Čikara Óiši
3. Mototoki Hara
4. Takafusa Kataoka
5. Kanamaru Horibe
6. Takecune Horibe
7. Kanesuke Jošida
8. Kanesada Jošida
9. Jukišige Čikamacu
10. Masaaki Mase
11. Masatoki Mase
12. Šigekata Akabane
13. Takanori Ušioda
14. Masajori Tominomori
15. Masatane Fuwa
16. Kanehide Okano
17. Hidekazu Onodera
18. Hidetomi Onodera
19. Sadajuki Kimura
20. Šigemori Okuda
21. Jukitaka Okuda
22. Micutaka Hajami
23. Suketake Jada
24. Nobukijo Óiši
25. Masahisa Isogai
26. Micunobu Hazama
27. Micuoki Hazama
28. Micukaze Hazama
29. Masatoki Nakamura
30. Micutada Senba
31. Masatoši Sugaja
32. Hidenao Muramacu
33. Takanao Muramacu
34. Takejuki Kurahaši
35. Cunešige Okadžima
36. Tadao Ótaka
37. Norikane Jató
38. Taketaka Kacuta
39. Takašige Takebajaši
40. Munefusa Maebara
41. Tomonobu Kaiga
42. Cugifusa Sugino
43. Norijasu Kanzaki
44. Kanecune Mimura
45. Munetoši Jakokawa
46. Cunenari Kajano
47. Nobujuki Terasaka

## Příběh v kultuře
Tragédie 47 róninů patří k z nejoblíbenějším tématům japonského umění. Jejich příběh v Japonsku zlidověl díky celé řadě divadelních her uváděných jak loutkami v divadle bunraku, tak skutečnými herci v divadle kabuki. Fiktivní příběhy o 47 róninech jsou v Japonsku známé jako čúšingura. První byl sepsán již asi 50 let po incidentu Akó. V posledních desetiletích začal tento příběh dokonce pronikat i do západního umění.

### Divadlo
Událost okamžitě inspirovala řadu her kabuki a bunraku. První z nich, nazvaná Noční útok za úsvitu, se objevila pouhé dva týdny po sebevraždě 46 róninů. Úřady představení sice zakázaly, záhy se však vyrojila řada dalších, zpočátku v Ósace a v Kjótu vzdálených od hlavního města. Postupem času se příběh začal šířit i do zahraničí. Nejúspěšnější z adaptací byla loutkohra Kanadehon Čúšingura (dnes nazývaná jednoduše Čúšingura) neboli "Pokladnice věrných družiníků" sepsaná v roce 1748. Později byla rovněž upravena pro divadlo kabuki. Obě verze jsou v Japonsku populární dodnes. Jelikož se autoři chtěli vyhnout nevítané pozornosti tokugawských cenzorů, přenesli děj Čúšingury do 14. století, kdy v Japonsku vládl šógun Takaudži Ašikaga. Také jména Naganoriho Asana, Jošia Óišiho a ostatních róninů byla pozměněna. Hra obsahuje rovněž řadu dějových zvratů, jež neodpovídají skutečnosti.  

### Film a televize
Drama róninů z Akó bylo v Japonsku nejméně šestkrát zfilmováno. Poprvé někdy mezi roky 1910 až 1917 (ohledně data uvedení filmu do kin nepanuje shoda) jako němý film s hvězdou tehdejší japonské kinematografie Macunosukem Onoem v hlavní roli. Film neměl titulky a promítal se s doprovodným živým vyprávěním takzvaného benšiho (弁士).  V roce 1941 pověřila japonská císařská armáda režiséra Kendžiho Mizogučiho (který později režíroval film Povídky o bledé luně po dešti, jenž byl na festivalu v Benátkách v roce 1953 oceněn Stříbrným lvem za nejlepší režii), aby natočil propagandistický film Genroku Čúšingura neboli  Pokladnice věrných družiníků období Genroku. Armáda chtěla historický film založený na známém historickém dramatu (rekiši geki) o 47 róninech, který by napomáhal posilovat morálku vojsk a obyvatelstva. Mizoguči však zvolil jako zdroj intelektuální hru Majama Čúšingura, jež se tímto příběhem zabývá. Film u diváků propadl i proto, že byl v Japonsku uveden týden před útokem na Pearl Harbor.  
Západnímu publiku je dobře známá filmová verze z roku 1962 Čúšingura, příběh květin, příběh sněhu, kterou režíroval Hiroši Inagaki. Ve vedlejší roli kopiníka se v ní objevil známý herec Toširó Mifune, který si zahrál i ve snímku Pád hradu Akó z roku 1978. V roce 1994 natočil režisér Kon Ičikawa snímek 47 róninů. Ve filmu Hana, váhavý samuraj z roku 2006 použil režisér Hirokazu Koreeda legendu o 47 róninech jako pozadí příběhu, když jeden z róninů chystajících pomstu byl sousedem protagonistů hlavní dějové linie. Roku 2013 natočil Carl Rinsch jako svůj režijní debut fantasy akční film s klasickým názvem 47 róninů s Keanu Reevesem v hlavní roli. V roce 2015 pak přišla další, stylizovanější verze Kazuakiho Kiriy nazvaná Poslední rytíři s Clivem Owenem a Morganem Freemanem.  Film je britsko-česko-jihokorejskou koprodukcí. 
Pomsta 47 róninů je rovněž námětem řady japonských televizních pořadů, a to jak jednorázových programů či krátkých minisérií, tak dlouhodobých seriálů. Některé filmy a televizní programy se celkem věrně drží Čúšingury, zatímco jiné často obsahují nesouvisející materiál nebo jsou v nich pozměněny některé údaje. Kromě toho spin-offy dramatizují události a postavy, jež se v Čúšinguře nevyskytují. 
Roku 1971 se na obrazovkách v Japonsku objevil 52dílný seriál režisérů Micua Murajamy a Takumiho Furukawy nazvaný Dai Čúšingura, v němž postavu Jošia Óišiho ztvárnil Toširó Mifune. V roce 1999 to byla 49dílná seriálová čúšingura s názvem Genroku Rjóran s Kenem Macudairou v hlavní roli a roku 2004 pak 9dílná minisérie Micumasy Saitóa, rovněž s Kenem Macudairou v hlavní roli.

### Opera
V roce 1997 byl příběh převeden i do operní podoby. 